# Varnums församling, Karlstads stift
Varnums församling var en församling i Karlstads stift i Värmlands län. Församlingen uppgick 1960 i Kristinehamns församling.

## Administrativ historik
Församlingen har medeltida ursprung. År 1642 utbröts Kristinehamns församling
Församlingen var till 1642 annexförsamling i pastoratet Ölme och Varnum som mellan 1 juli 1586 och 1594 även omfattade Karlskoga församling. Församlingen var från 1642 till 1645 moderförsamling i pastoratet Varnum och Kristinehamn för att från 1645 till 1960 ingå i Kristinehamns pastorat.

## Kyrkor
Församlingen hade hela tiden gemensam kyrka med Kristinehamns församling. Den äldre sockenkyrkan revs 1859 när nuvarande Kristinehamns kyrka hade byggts. I Varnum ligger Österviks kapell, som dock aldrig fungerat som församlingskyrka.